# Indiani padani
Indiani padani è un album dei Rats, pubblicato nell'ottobre del 1992.
Il testo della prima traccia, Fuoritempo, è scritto da Luciano Ligabue. Il cantautore includerà questa canzone nel disco A che ora è la fine del mondo? che uscirà nel 1994.

## Tracce
1. Fuoritempo (Luciano Ligabue) - 4:39
2. Chiara - 4:06
3. Indiani padani - 3:51
4. Angeli di strada - 3:40
5. Bella Bambina - 3:42
6. Diciamocelo davvero - 4:25
7. Dammi l'anima - 3:44
8. Wally - 4:05
9. Noi, si vivremo - 3:58
10. I colori dei dolori - 5:05
11. Ricordati chi sei - 3:52
12. Autogrill - 2:59

## Formazione
- Wilko - voce, chitarra
- Romi - basso
- Lor - batteria

### Fonico
- Paolo Lovat